# Nick Heidfeld
Nick Lars Heidfeld (Mönchengladbach, Alemania; 10 de mayo de 1977) es un piloto de automovilismo alemán. Ha competido en Fórmula 1 desde 2000 hasta 2011 para los equipos Prost, Sauber, Jordan, Williams y BMW Sauber. En 2010 fue piloto de pruebas en Mercedes y piloto oficial de BMW Sauber. El 16 de febrero de 2011, fue confirmado por Lotus Renault como piloto de la escudería para la temporada 2011, sustituyendo a Robert Kubica. Sin embargo, el 2 de septiembre, el equipo confirmó a Bruno Senna como su sustituto para el resto de la temporada.
Sus mejores resultados de campeonato fueron quinto en 2007, sexto en 2008, y octavo en 2001. El alemán logró 13 podios en Fórmula 1, que fue la mayor cantidad entre los pilotos sin victorias hasta ser superado por el inglés Lando Norris, piloto de la escudería McLaren, quien alcanzó 14 podios sin conocer la victoria al obtener el tercer puesto en el Gran Premio de Australia de 2024.
Entre 2012 y 2016, Heidfeld participó en la clase LMP1 del Campeonato Mundial de Resistencia de la FIA con Rebellion Racing. Finalizó 4.º en las 24 Horas de Le Mans 2012. Desde 2014 hasta 2018 corrió en la Fórmula E, logrando ocho podios.

## Carrera

### Inicios
Heidfeld, quien recibe el apodo Quick Nick, nació en Mönchengladbach, Alemania, y comenzó a competir en 1988. En 1994, pasó a la Fórmula Ford alemana, y ganó reconocimiento al coronarse campeón tras obtener 8 de las 9 carreras de la temporada. Al año siguiente, ganó el campeonato de Fórmula Ford 1800, terminó en el segundo lugar en la Copa Zetec. Todo esto le permitió asegurarse un lugar en el Campeonato de Alemania de Fórmula 3 en 1996, en donde finalizó la temporada en el tercer lugar tras ganar tres carreras. En 1997, Heidfeld se coronó campeón de la Fórmula 3 alemana, en una temporada que incluyó una victoria en el prestigioso Gran Premio de Mónaco.
Al año siguiente, tres carreras ganadas en la Fórmula 3000 Europea le permitieron obtener el subcampeonato de la categoría con el equipo West Junior. De hecho, la coronación se le escapó por poco, en gran parte debido a un error del equipo que le impidió quedarse con la pole position. En 1999, Heidfeld se coronaría campeón en el campeonato internacional de Fórmula 3000.
Durante las temporadas 1997, 1998, y 1999 compaginó los campeonatos con las labores de probador del equipo de Fórmula 1 McLaren.

### Fórmula 1

#### Debut en Prost (2000)
Tras la buena impresión que causó en su última temporada de Fórmula 3000, Heidfeld se aseguró un lugar en la escudería Prost Grand Prix en la temporada 2000, junto a Jean Alesi. Heidfeld debió luchar con un auto que no le respondía, y una serie de abandonos forzó su salida del equipo.

#### Sauber (2000-2003)
En el año 2000, Heidfeld firmó un contrato por tres años con la escudería Sauber, junto al debutante Kimi Räikkönen. Tras anunciar Mika Häkkinen su retiro de la máxima categoría, muchos pensaron que Heidfeld era su reemplazante natural, ya que había sido piloto de Mercedes y ya conocía McLaren al haber sido probador. Además, había cuajado una gran actuación con un podio en el Gran Premio de Brasil, y superó en buena parte de la temporada a su compañero Kimi Räikkönen. Sin embargo, el elegido para sustituir al bicampeón del mundo fue precisamente su compañero Räikkönen.
Heidfeld permaneció en Sauber durante el 2002 y el 2003, años en los que formó equipo con el debutante Felipe Massa y el veterano Heinz-Harald Frentzen.

#### Jordan (2004)

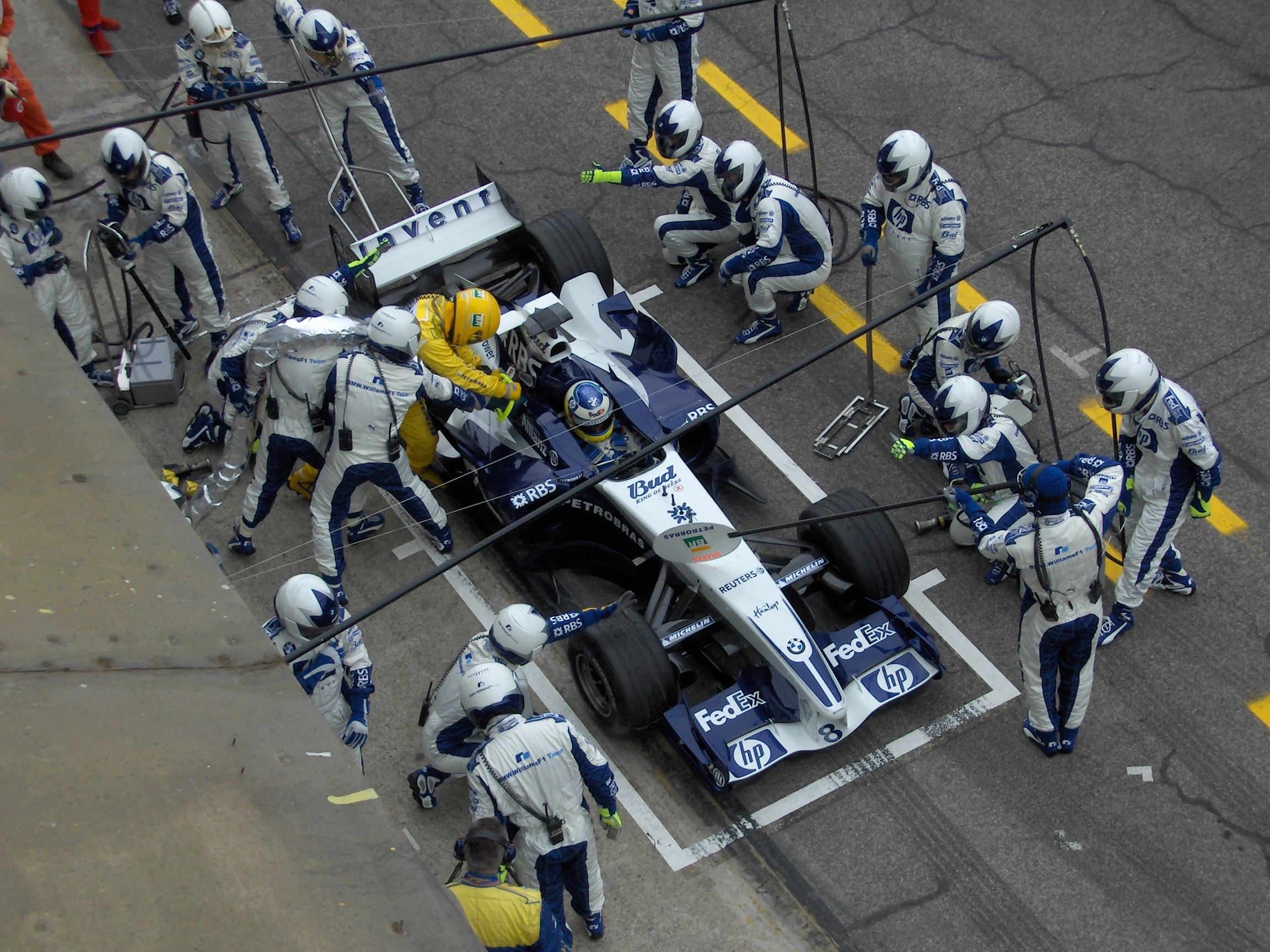
Heidfeld haciendo un "pit stop" con Williams.

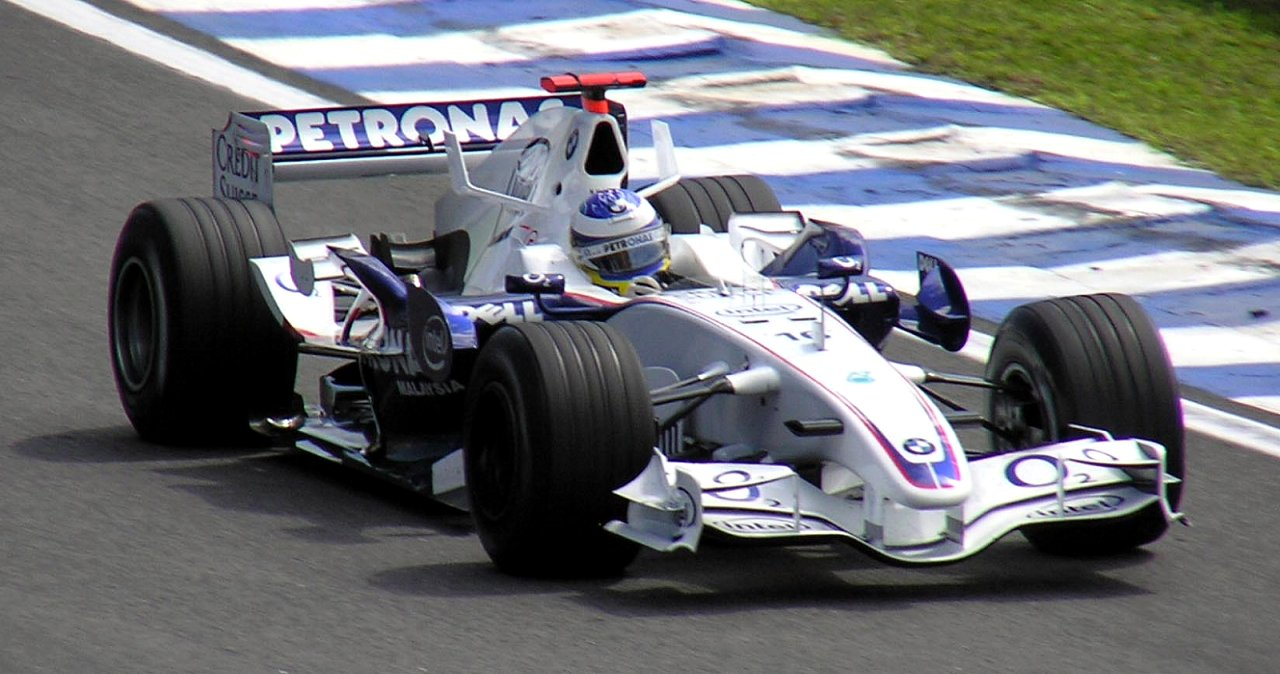
Nick Heidfeld durante el Gran Premio de Brasil de 2006. No pudo finalizar la carrera a causa de una avería en las últimas vueltas.

Al finalizar la temporada 2003, el alemán había sido marginado por Sauber y parecía no tener un lugar en la categoría para el año siguiente. No obstante, tras una serie de exitosos ensayos, se anunció su inclusión en la escudería Jordan Grand Prix, junto al debutante Giorgio Pantano. Heidfeld mostró un buen rendimiento con un auto mediocre, pero ello no le permitió asegurarse una butaca para la temporada 2005 de forma inmediata. Durante una serie de pruebas invernales, se vio cara a cara con Antônio Pizzonia, el otro piloto aspirante a la segunda butaca de Williams.

#### Williams (2005)
En el lanzamiento del nuevo modelo de Williams el 31 de enero, Heidfeld fue confirmado como piloto oficial de la escudería Williams para la temporada 2005 junto a Mark Webber. Fue un inicio de temporada espectacular para Nick: consiguió 2 segundos puestos (en los circuitos de Montecarlo y Nürburgring) y un tercer lugar en el Gran Premio de Malasia, superando a pilotos como Juan Pablo Montoya pero, a mediados de ese mismo año sufrió un accidente en los entrenamientos del Gran Premio de Italia en el circuito de Monza, siendo sustituido por Antônio Pizzonia hasta el final de temporada, quedando fuera del equipo al anunciar su fichaje para la próxima temporada por BMW Sauber.

#### BMW Sauber (2006-2009)
Heidfeld firmó un contrato con el nuevo equipo BMW Sauber de tres años de duración. En su primer año su compañero fue el excampeón del mundo Jacques Villeneuve. Pero después de que el canadiense fuera despedido, el polaco debutante y posteriormente mejor novato del año Robert Kubica se hizo con su puesto. Con una temporada llena de altibajos, Nick tuvo su momento cumbre con un tercer puesto en el espectacular Gran Premio de Hungría, en el que la lluvia jugó muy malas pasadas a pilotos como Fernando Alonso y Michael Schumacher.
En el 2007, Heidfeld repitió pareja con Robert Kubica y respondió a las esperanzas puestas en los progresos de BMW Sauber consiguiendo un segundo puesto en Canadá y un tercero en el GP de Hungría, amén de cinco cuartos puestos.
En su debut en la temporada 2008, Heidfeld logra un nuevo podio, al finalizar 2.º en un caótico GP de Australia. En las siguientes carreras su rendimiento no es tan bueno, aunque logró una vuelta rápida en Malasia. Heidfeld se vio superado sistemáticamente por su compañero Robert Kubica, a diferencia de lo que sucedía en 2007. Sin embargo, el piloto alemán seguía cosechando buenos resultados y en Canadá, sumó su segundo podio del año y contribuyó al primer doblete de BMW Sauber. Posteriormente, en los Grandes Premios del Reino Unido y de Bélgica, Heidfeld suma otros dos segundos puestos. Finalmente, el piloto alemán acaba la temporada con un punto menos que en la precedente.
Nick siguió corriendo para el equipo BMW Sauber junto a Robert Kubica en temporada 2009, pero los resultados no son los esperados debido a la baja competitividad del coche. Ello no impidió que Heidfeld lograra batir el récord de su compatriota Michael Schumacher de carreras consecutivas sin abandonar. El del "Kaiser" era de 24, y Nick ha logrado mantenerse durante 41, desde Estados Unidos 2007 hasta Singapur 2009, cuando fue embestido por Adrian Sutil. Ello le confirma como un piloto regular, consistente, lejano a los embrollos y bastante poco propenso a cometer errores. Su futuro en la máxima categoría era incierto con la salida de BMW del deporte, pero antes de acabar la temporada 2009, Heidfeld se mostraba confiado con sus posibilidades de seguir.

#### Mercedes, Pirelli y retorno a Sauber (2010)

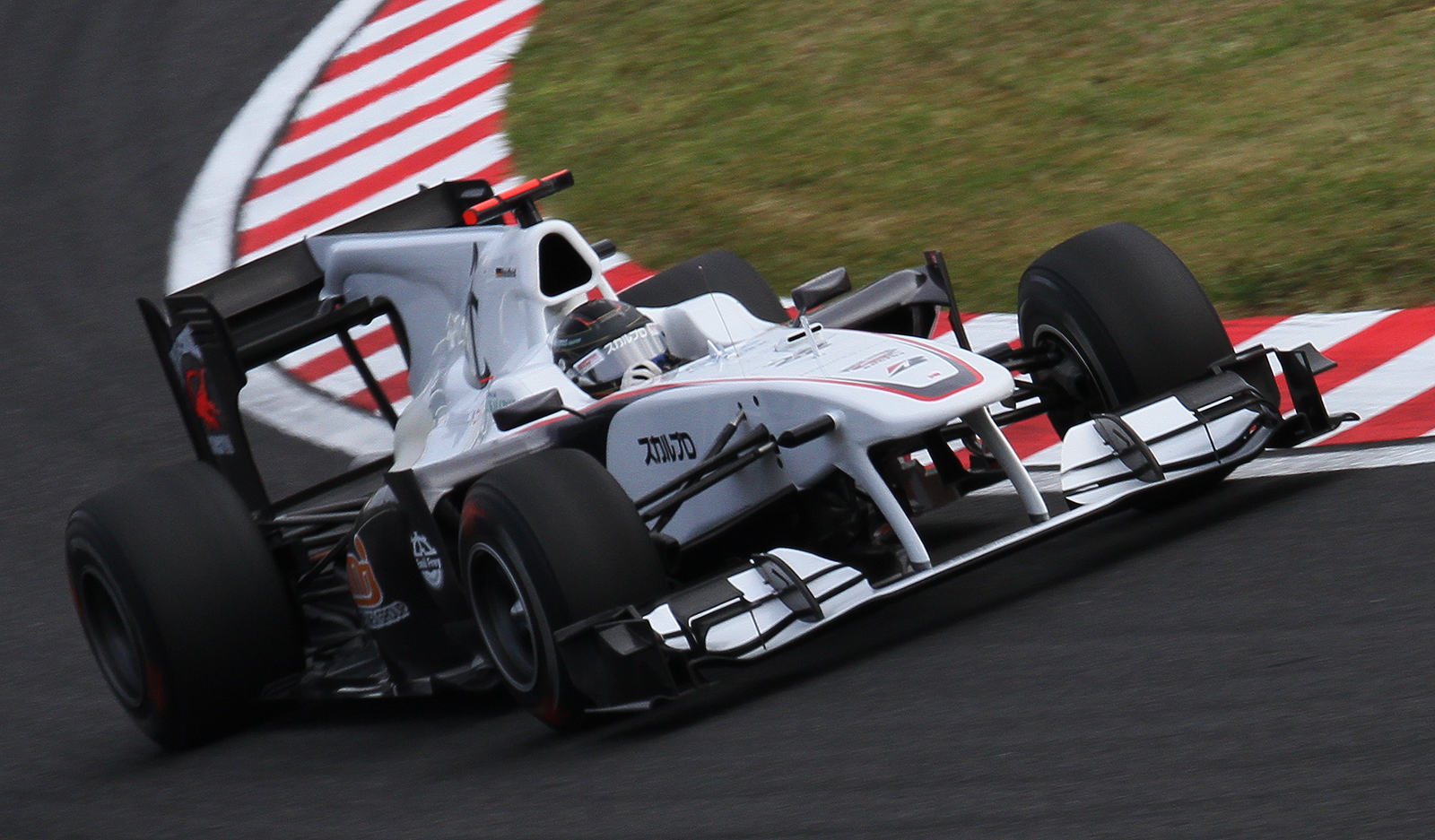
Heidfeld pilotando su Sauber C29.

Finalmente, pese a sonar para Renault o Sauber, tuvo que conformarse con ser piloto probador en Mercedes. Sin embargo, a mediados de temporada, se confirmó que Pirelli suministraría neumáticos a la Fórmula 1 a partir de 2011, con lo que llamó la atención de la marca y lo convirtió en piloto probador de los nuevos neumáticos Pirelli. Con esto, Nick Heidfeld se convirtió en un atractivo piloto por tener la mayor experiencia con los nuevos neumáticos, lo que despertó el interés de Peter Sauber.
Peter Sauber, a partir del GP de Italia inclusive, contrató a Heidfeld como piloto oficial de Sauber en detrimento de Pedro Martínez de la Rosa, volviendo de nuevo al equipo en el que corrió la anterior temporada. En su primera carrera en varios meses no tuvo el nivel que esperaba, pero en Japón logró ser octavo. Sin embargo, con el fichaje de Sergio Pérez para 2011, Nick tendría que buscarse otra escudería para seguir compitiendo el año siguiente.

#### Lotus Renault GP (2011)

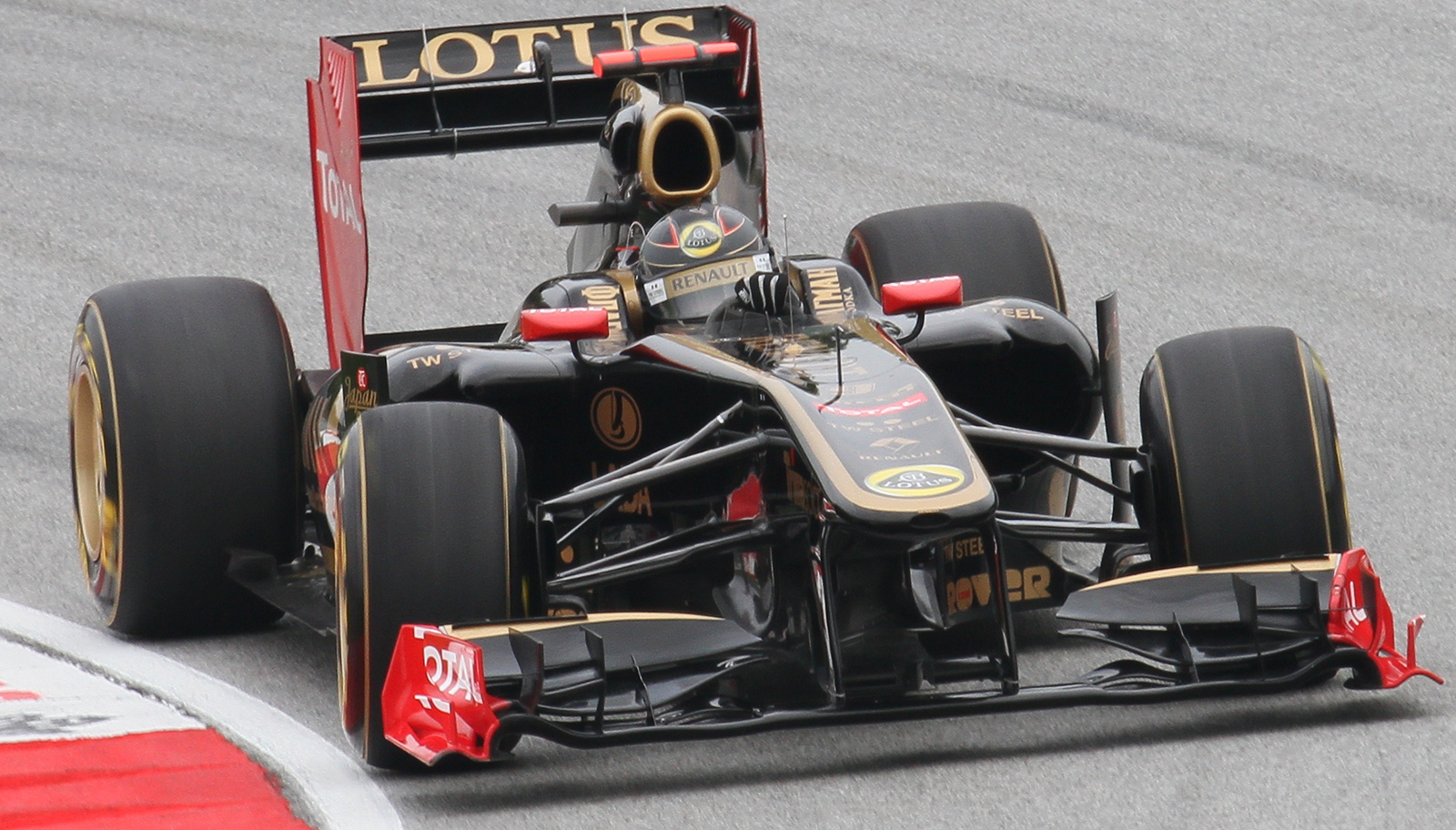
Nick Heidfeld al volante del Renault R31.

Tras un accidente de Robert Kubica en el Rally di Andora, Heidfeld participó en los segundos test de pretemporada para intentar convencer a Lotus Renault de que podía ser el sustituto del piloto accidentado. Finalmente el 16 de febrero de 2011, fue confirmado como el sustituto del polaco para la temporada 2011 de Fórmula 1.
Tras un complicado estreno en Australia, donde fue eliminado en la Q1, en su segunda carrera para el equipo (Malasia), Nick acabó tercero y consiguió el podio número 100 de Renault. En los sucesivos grandes premios logró puntuar en varias ocasiones, siendo bastante regular, a pesar del descenso del rendimiento del coche y de tener problemas en Grandes Premios como China, Canadá (donde golpeó a Kamui Kobayashi accidentalmente y se le desprendió el alerón, provocando su abandono) y Alemania (donde Sébastien Buemi le golpeó y le sacó de la pista). Lamentablemente, en Hungría, por una causa desconocida, su monoplaza se incendió (probablemente por las baterías del KERS) a la salida de boxes y tuvo que retirarse. Nick esperaba cosechar buenos resultados en lo que queda de la temporada, puesto que los rumores sobre subir a su asiento a Romain Grosjean o Bruno Senna se hacían cada vez más y más sonados. Finalmente, se confirmó que Senna cogerá el coche de Heidfeld a partir del GP de Bélgica, mientras que el piloto alemán abandona el equipo.

### Resistencia
En 2012, Heidfeld se convirtió en piloto de Rebellion en sport prototipos, y disputó las tres primeras fechas del Campeonato Mundial de Resistencia con un Lola-Toyota junto a Neel Jani y Nicolas Prost. Llegó quinto en las 6 Horas de Spa-Francorchamps y cuarto en las 24 Horas de Le Mans, ayudando obtener el título de equipos privados de la clase LMP1. Por otra parte, disputó las fechas de Surfers Paradise del V8 Supercars con un Ford Falcon junto a David Reynolds.
El alemán siguió con Rebellion en cinco fechas del Campeonato Mundial de Resistencia 2013. Obtuvo un tercer puesto, un cuarto y dos quintos, quedando así 17.º en el campeonato de pilotos. Asimismo, disputó cuatro fechas de la American Le Mans Series también con Rebellio. Logró un triunfo en Petit Le Mans, el segundo puesto en Long Beach y Laguna Seca, y el tercero en las 12 Horas de Sebring, lo que le bastó para resultar subcampeón de pilotos por detrás de la dupla de Muscle Milk Pickett Racing, ante la escasez de rivales.

### Fórmula E
En junio de 2014 se anunció oficialmente como piloto titular de Venturi en Fórmula E. Resultó tercero en Moscú y quinto en Berlín, ubicándose 12.º en el campeonato de pilotos. En la temporada 2015/16 se incorporó al equipo Mahindra. Obtuvo un tercer puesto en Pekín y un cuarto en Long Beach, quedando décimo en la tabla general. El alemán consiguió cinco terceros puestos en la temporada 2016/17, de modo que alcanzó la séptima posición de campeonato.
En la temporada 2017/18 de la Fórmula E, Heidfeld debutó con un tercer puesto en Hong Kong.

## Resumen de carrera
| Temporada    | Categoría                                   | Equipo                       | Carreras          | Victorias         | Poles             | VR                | Podios            | Puntos            | Pos.              |
| ------------ | ------------------------------------------- | ---------------------------- | ----------------- | ----------------- | ----------------- | ----------------- | ----------------- | ----------------- | ----------------- |
| 1994         | Fórmula Ford Alemana 1600                   | ?                            | 9                 | 8                 | ?                 | ?                 | ?                 | ?                 | 1.º               |
| 1994         | Fórmula Ford Alemana 1800                   | Eifelland Racing             | ?                 | ?                 | ?                 | ?                 | ?                 | 48                | 10.º              |
| 1995         | Fórmula Ford Alemana 1800                   | ADAC Nordrhein Junior Team   | ?                 | 4                 | ?                 | ?                 | ?                 | 346               | 1.º               |
| 1995         | Formel Ford Zetec Meisterschaft             | ADAC Nordrhein Junior Team   | ?                 | 2                 | ?                 | ?                 | ?                 | 169               | 2.º               |
| 1996         | Campeonato de Alemania de Fórmula 3         | Opel Team BSR                | 15                | 3                 | 3                 | 6                 | 6                 | 138               | 3.º               |
| 1996         | Masters de Fórmula 3                        | Opel Team BSR                | 1                 | 0                 | 0                 | 0                 | 1                 | N/A               | 3.º               |
| 1996         | Gran Premio de Macao                        | Opel Team BSR                | 1                 | 0                 | 1                 | 0                 | 0                 | N/A               | 6.º               |
| 1996         | Gran Premio de Mónaco de Fórmula 3          | Opel Team BSR                | 1                 | 0                 | 0                 | 0                 | 0                 | N/A               | 21.º              |
| 1997         | Campeonato de Alemania de Fórmula 3         | Opel Team BSR                | 18                | 5                 | 5                 | 7                 | 11                | 224               | 1.º               |
| 1997         | Gran Premio de Mónaco de Fórmula 3          | Opel Team BSR                | 1                 | 1                 | 1                 | 1                 | 1                 | N/A               | 1.º               |
| 1997         | Masters de Fórmula 3                        | Opel Team BSR                | 1                 | 0                 | 0                 | 0                 | 0                 | N/A               | 7.º               |
| 1998         | Fórmula 3000 Internacional                  | West Competition Team        | 12                | 3                 | 2                 | 3                 | 7                 | 58                | 2.º               |
| 1998         | Fórmula 1                                   | West McLaren Mercedes        | Piloto de pruebas | Piloto de pruebas | Piloto de pruebas | Piloto de pruebas | Piloto de pruebas | Piloto de pruebas | Piloto de pruebas |
| 1999         | Fórmula 3000 Internacional                  | West Competition Team        | 10                | 4                 | 4                 | 6                 | 7                 | 59                | 1.º               |
| 1999         | 24 Horas de Le Mans – LMGTP                 | AMG-Mercedes                 | 1                 | 0                 | 0                 | 0                 | 0                 | N/A               | DNF               |
| 1999         | Fórmula 1                                   | West McLaren Mercedes        | Piloto de pruebas | Piloto de pruebas | Piloto de pruebas | Piloto de pruebas | Piloto de pruebas | Piloto de pruebas | Piloto de pruebas |
| 1999         | Fórmula 1                                   | Gauloises Prost Peugeot      | Piloto de pruebas | Piloto de pruebas | Piloto de pruebas | Piloto de pruebas | Piloto de pruebas | Piloto de pruebas | Piloto de pruebas |
| 2000         | Fórmula 1                                   | 17                           | 0                 | 0                 | 0                 | 0                 | 0                 | 20.º              |                   |
| 2001         | Fórmula 1                                   | Red Bull Sauber Petronas     | 17                | 0                 | 0                 | 0                 | 1                 | 12                | 8.º               |
| 2002         | Fórmula 1                                   | Sauber Petronas              | 17                | 0                 | 0                 | 0                 | 0                 | 7                 | 10.º              |
| 2003         | Fórmula 1                                   | Sauber Petronas              | 16                | 0                 | 0                 | 0                 | 0                 | 6                 | 14.º              |
| 2004         | Fórmula 1                                   | Jordan Ford                  | 18                | 0                 | 0                 | 0                 | 0                 | 3                 | 18.º              |
| 2005         | Fórmula 1                                   | BMW Williams F1 Team         | 14                | 0                 | 1                 | 0                 | 3                 | 28                | 11.º              |
| 2006         | Fórmula 1                                   | BMW Sauber F1 Team           | 18                | 0                 | 0                 | 0                 | 1                 | 23                | 9.º               |
| 2007         | Fórmula 1                                   | BMW Sauber F1 Team           | 17                | 0                 | 0                 | 0                 | 2                 | 61                | 5.º               |
| 2008         | Fórmula 1                                   | BMW Sauber F1 Team           | 18                | 0                 | 0                 | 2                 | 4                 | 60                | 6.º               |
| 2009         | Fórmula 1                                   | BMW Sauber F1 Team           | 17                | 0                 | 0                 | 0                 | 1                 | 19                | 13.º              |
| 2010         | Fórmula 1                                   | Mercedes GP Petronas F1 Team | Piloto de pruebas | Piloto de pruebas | Piloto de pruebas | Piloto de pruebas | Piloto de pruebas | Piloto de pruebas | Piloto de pruebas |
| 2010         | Fórmula 1                                   | BMW Sauber                   | 5                 | 0                 | 0                 | 0                 | 0                 | 6                 | 18.º              |
| 2011         | Fórmula 1                                   | Lotus Renault GP             | 11                | 0                 | 0                 | 0                 | 1                 | 34                | 11.º              |
| 2012         | Campeonato Mundial de Resistencia de la FIA | Rebellion Racing             | 3                 | 0                 | 0                 | 0                 | 1                 | 42.5              | 14.º              |
| 2012         | 24 Horas de Le Mans                         | Rebellion Racing             | 1                 | 0                 | 0                 | 0                 | 0                 | N/A               | 4.º               |
| 2012         | 24 Horas de Nürburgring                     | Gemballa Racing              | 1                 | 0                 | 0                 | 0                 | 0                 | N/A               | NC                |
| 2012         | Campeonato de Supercars V8                  | Rod Nash Racing              | 2                 | 0                 | 0                 | 0                 | 0                 | 0                 | NC                |
| 2012         | Porsche Supercup                            | Porsche                      | 1                 | 0                 | ?                 | ?                 | 0                 | 0                 | NC                |
| 2013         | Campeonato Mundial de Resistencia de la FIA | Rebellion Racing             | 5                 | 0                 | 0                 | 0                 | 1                 | 48                | 8.º               |
| 2013         | 24 Horas de Le Mans                         | Rebellion Racing             | 1                 | 0                 | 0                 | 0                 | 0                 | N/A               | 39.º              |
| 2013         | American Le Mans Series                     | Rebellion Racing             | 4                 | 1                 | 0                 | 0                 | 4                 | 82                | 2.º               |
| 2014         | Campeonato Mundial de Resistencia de la FIA | Rebellion Racing             | 8                 | 0                 | 0                 | 0                 | 0                 | 64.5              | 10.º              |
| 2014         | 24 Horas de Le Mans                         | Rebellion Racing             | 1                 | 0                 | 0                 | 0                 | 0                 | N/A               | 4.º               |
| 2014         | 24 Horas de Nürburgring                     | Nissan GT Academy Team RJN   | 1                 | 0                 | 0                 | 0                 | 0                 | N/A               | 24.º              |
| 2014-15      | Fórmula E                                   | Venturi Grand Prix           | 11                | 0                 | 0                 | 0                 | 1                 | 31                | 12.º              |
| 2015         | Campeonato Mundial de Resistencia de la FIA | Rebellion Racing             | 3                 | 0                 | 0                 | 0                 | 0                 | 2                 | 29.º              |
| 2015         | 24 Horas de Le Mans                         | Rebellion Racing             | 1                 | 0                 | 0                 | 0                 | 0                 | N/A               | 23.º              |
| 2015-16      | Fórmula E                                   | Mahindra Racing              | 9                 | 0                 | 0                 | 1                 | 1                 | 53                | 10.º              |
| 2016         | Campeonato Mundial de Resistencia de la FIA | Rebellion Racing             | 4                 | 0                 | 0                 | 0                 | 0                 | 25.5              | 14.º              |
| 2016         | 24 Horas de Le Mans                         | Rebellion Racing             | 1                 | 0                 | 0                 | 0                 | 0                 | N/A               | 29.º              |
| 2016-17      | Fórmula E                                   | Mahindra Racing              | 12                | 0                 | 0                 | 0                 | 5                 | 88                | 7.º               |
| 2017         | WeatherTech SportsCar Championship          | Rebellion Racing             | 3                 | 0                 | 0                 | 0                 | 0                 | 68                | 22.º              |
| 2017-18      | Fórmula E                                   | Mahindra Racing              | 12                | 0                 | 0                 | 0                 | 1                 | 42                | 11.º              |
| Referencias: |                                             |                              |                   |                   |                   |                   |                   |                   |                   |

## Resultados

### Fórmula 3000 Internacional
(Clave) (negrita indica pole position) (cursiva indica vuelta rápida)

| Año  | Equipo           | 1     | 2     | 3      | 4     | 5     | 6     | 7       | 8     | 9     | 10    | 11    | 12    | Pos. | Puntos |
| ---- | ---------------- | ----- | ----- | ------ | ----- | ----- | ----- | ------- | ----- | ----- | ----- | ----- | ----- | ---- | ------ |
| 1998 | West Competition | OSC 2 | IMO 4 | CAT 26 | SIL 2 | MON 1 | PAU 3 | A1R 7   | HOC 1 | HUN 1 | SPA 4 | PER 2 | NÜR 9 | 2.º  | 58     |
| 1999 | West Competition | IMO 1 | MON 7 | CAT 1  | MAG 1 | SIL 3 | A1R 1 | HOC Ret | HUN 2 | SPA 4 | NÜR 2 |       |       | 1.º  | 59     |

### Fórmula 1
(Clave) (negrita indica pole position) (cursiva indica vuelta rápida)

| Año  | Escudería                | 1       | 2       | 3       | 4       | 5       | 6       | 7       | 8       | 9       | 10      | 11      | 12      | 13      | 14      | 15      | 16      | 17      | 18      | 19     | Pos. | Puntos |
| ---- | ------------------------ | ------- | ------- | ------- | ------- | ------- | ------- | ------- | ------- | ------- | ------- | ------- | ------- | ------- | ------- | ------- | ------- | ------- | ------- | ------ | ---- | ------ |
| 2000 | Gauloises Prost Peugeot  | AUS 9   | BRA Ret | SMR Ret | GBR Ret | ESP 16  | EUR EX  | MON 8   | CAN Ret | FRA 12  | AUT Ret | GER 12† | HUN Ret | BEL Ret | ITA Ret | USA 9   | JPN Ret | MYS Ret |         |        | 22.º | 0      |
| 2001 | Red Bull Sauber Petronas | AUS 4   | MYS Ret | BRA 3   | SMR 7   | ESP 6   | AUT 9   | MON Ret | CAN Ret | EUR Ret | FRA 6   | GBR 6   | GER Ret | HUN 6   | BEL Ret | ITA 11  | USA 6   | JPN 9   |         |        | 8.º  | 12     |
| 2002 | Sauber Petronas          | AUS Ret | MYS 5   | BRA Ret | SMR 10  | ESP 4   | AUT Ret | MON 8   | CAN 12  | EUR 7   | GBR 6   | FRA 7   | GER 6   | HUN 9   | BEL 10  | ITA 10  | USA 9   | JPN 7   |         |        | 10.º | 7      |
| 2003 | Sauber Petronas          | AUS Ret | MYS 8   | BRA Ret | SMR 10  | ESP 10  | AUT Ret | MON 11  | CAN Ret | EUR 8   | FRA 13  | GBR 17  | GER 10  | HUN 9   | ITA 9   | USA 5   | JPN 9   |         |         |        | 14.º | 6      |
| 2004 | Jordan Ford              | AUS Ret | MYS Ret | BHR 15  | SMR Ret | ESP Ret | MON 7   | EUR 10  | CAN 8   | USA Ret | FRA 16  | GBR 15  | GER Ret | HUN 12  | BEL 11  | ITA 14  | CHN 13  | JPN 13  | BRA Ret |        | 18.º | 3      |
| 2005 | BMW WilliamsF1 Team      | AUS Ret | MYS 3   | BHR Ret | SMR 6   | ESP 10  | MON 2   | EUR 2   | CAN Ret | USA DNS | FRA 14  | GBR 12  | GER 11  | HUN 6   | TUR Ret | ITA PO  | BEL     | BRA     | JPN     | CHN    | 11.º | 28     |
| 2006 | BMW Sauber F1 Team       | BHR 12  | MYS Ret | AUS 4   | SMR 13  | EUR 10  | ESP 8   | MON 7   | GBR 7   | CAN 7   | USA Ret | FRA 8   | GER Ret | HUN 3   | TUR 14  | ITA 8   | CHN 7   | JPN 8   | BRA 17† |        | 9.º  | 23     |
| 2007 | BMW Sauber F1 Team       | AUS 4   | MYS 4   | BHR 4   | ESP Ret | MON 6   | CAN 2   | USA Ret | FRA 5   | GBR 6   | EUR 6   | HUN 3   | TUR 4   | ITA 4   | BEL 5   | JPN 14† | CHN 7   | BRA 6   |         |        | 5.º  | 61     |
| 2008 | BMW Sauber F1 Team       | AUS 2   | MYS 6   | BHR 4   | ESP 9   | TUR 5   | MON 14  | CAN 2   | FRA 13  | GBR 2   | GER 4   | HUN 10  | EUR 9   | BEL 2   | ITA 5   | SIN 6   | JPN 9   | CHN 5   | BRA 10  |        | 6.º  | 60     |
| 2009 | BMW Sauber F1 Team       | AUS 10  | MYS 2~  | CHN 12  | BHR 19  | ESP 7   | MON 11  | TUR 11  | GBR 15  | GER 10  | HUN 11  | EUR 10  | BEL 5   | ITA 7   | SIN Ret | JPN 6   | BRA Ret | ABU 5   |         |        | 13.º | 19     |
| 2010 | BMW Sauber F1 Team       | BHR     | AUS     | MYS     | CHN     | ESP     | MON     | TUR     | CAN     | EUR     | GBR     | GER     | HUN     | BEL     | ITA     | SIN Ret | JPN 8   | RCO 9   | BRA 17  | ABU 11 | 18.º | 6      |
| 2011 | Lotus Renault GP         | AUS 12  | MYS 3   | CHN 12  | TUR 7   | ESP 8   | MON 8   | CAN Ret | EUR 10  | GBR 8   | GER Ret | HUN Ret | BEL     | ITA     | SIN     | JPN     | RCO     | IND     | ABU     | BRA    | 11.º | 34     |

### Fórmula E
(Clave) (negrita indica pole position) (cursiva indica vuelta rápida)

| Año     | Equipo             | 1       | 2       | 3      | 4       | 5       | 6       | 7      | 8      | 9       | 10     | 11      | 12    | Pos. | Puntos |
| ------- | ------------------ | ------- | ------- | ------ | ------- | ------- | ------- | ------ | ------ | ------- | ------ | ------- | ----- | ---- | ------ |
| 2014-15 | Venturi Grand Prix | PEK 13† | PUT DSQ | PDE 10 | BNA 8   | MIA 12  | LBH 11  | MON 10 | BER 5  | MOS 3   | LON 13 | LON Ret |       | 12.º | 31     |
| 2015-16 | Mahindra Racing    | PEK 3   | PUT 9   | PDE    | BNA 7   | MEX 8   | LBH 4   | PAR 12 | BER 7  | LON 13  | LON 7  |         |       | 10.º | 53     |
| 2016-17 | Mahindra Racing    | HKG 3   | MAR 9   | BNA 15 | MEX 12  | MON 3   | PAR 3   | BER 3  | BER 10 | NYC Ret | NYC 3  | MTR Ret | MTR 5 | 7.º  | 88     |
| 2017-18 | Mahindra Racing    | HKG 3   | HKG 16  | MAR 7  | SAN Ret | MEX Ret | PDE Ret | ROM 16 | PAR 11 | BER 10  | ZUR 6  | NYC 6   | NYC 8 | 11.º | 42     |

### 24 Horas de Le Mans
| Año  | Equipo           | Copilotos                         | Auto                   | Clase  | Vueltas | Pos. | Pos. Clase |
| ---- | ---------------- | --------------------------------- | ---------------------- | ------ | ------- | ---- | ---------- |
| 1999 | AMG-Mercedes     | Christophe Bouchut Peter Dumbreck | Mercedes-Benz CLR      | LMGTP  | 75      | DNF  | DNF        |
| 2012 | Rebellion Racing | Nicolas Prost Neel Jani           | Lola B12/60-Toyota     | LMP1   | 367     | 4.º  | 4.º        |
| 2013 | Rebellion Racing | Nicolas Prost Neel Jani           | Lola B12/60-Toyota     | LMP1   | 275     | 39.º | 7.º        |
| 2014 | Rebellion Racing | Nicolas Prost Mathias Beche       | Rebellion R-One-Toyota | LMP1-L | 360     | 4.º  | 1.º        |
| 2015 | Rebellion Racing | Nicolas Prost Mathias Beche       | Rebellion R-One-AER    | LMP1   | 330     | 23.º | 10.º       |
| 2016 | Rebellion Racing | Nelson Piquet, Jr. Nicolas Prost  | Rebellion R-One-AER    | LMP1   | 330     | 29.º | 6.º        |

### Campeonato Mundial de Resistencia de la FIA
(Clave) (negrita indica pole position) (cursiva indica vuelta rápida)

| Año  | Escudería        | Clase | Automóvil           | 1   | 2   | 3   | 4   | 5   | 6   | 7   | 8   | 9   | Pos. | Puntos | Ref.   |
| ---- | ---------------- | ----- | ------------------- | --- | --- | --- | --- | --- | --- | --- | --- | --- | ---- | ------ | ------ |
| 2012 | Rebellion Racing | LMP1  | Lola B12/60-Toyota  | SEB | SPA | LMS | SIL | SÃO | BHR | FUJ | SHA |     | 14.º | 42.5   | [ 26 ] |
| 2012 | Rebellion Racing | LMP1  | Lola B12/60-Toyota  | 17  | 5   | 3   |     |     |     |     |     |     | 14.º | 42.5   | [ 26 ] |
| 2013 | Rebellion Racing | LMP1  | Lola B12/60-Toyota  | SIL | SPA | LMS | SÃO | COA | FUJ | SHA | BHR |     | 8.º  | 48     | [ 27 ] |
| 2013 | Rebellion Racing | LMP1  | Lola B12/60-Toyota  | 5   | 5   | 12  | 3   | 4   |     |     |     |     | 8.º  | 48     | [ 27 ] |
| 2014 | Rebellion Racing | LMP1  | Lola B12/60-Toyota  | SIL | SPA | LMS | COA | FUJ | SHA | BHR | SÃO |     | 10.º | 64.5   | [ 28 ] |
| 2014 | Rebellion Racing | LMP1  | Lola B12/60-Toyota  | 4   | 7   | 4   | 7   | 12  | 7   | 7   | 8   |     | 10.º | 64.5   | [ 28 ] |
| 2015 | Rebellion Racing | LMP1  | Rebellion R-One-AER | SIL | SPA | LMS | NÜR | COA | FUJ | SHA | BHR |     | 29.º | 2      | [ 29 ] |
| 2015 | Rebellion Racing | LMP1  | Rebellion R-One-AER |     | 19  | 16  | 15  |     |     |     |     |     | 29.º | 2      | [ 29 ] |
| 2016 | Rebellion Racing | LMP1  | Rebellion R-One-AER | SIL | SPA | LMS | NÜR | MEX | COA | FUJ | SHA | BHR | 14.º | 25.5   | [ 30 ] |
| 2016 | Rebellion Racing | LMP1  | Rebellion R-One-AER | 4   | 4   | 13  | 17  |     |     |     |     |     | 14.º | 25.5   | [ 30 ] |

### American Le Mans Series
(Clave) (negrita indica pole position) (cursiva indica vuelta rápida)

| Año  | Equipo           | Clase | Chasis      | Motor                  | 1     | 2     | 3     | 4   | 5   | 6   | 7   | 8   | 9   | 10    | Pos. | Puntos |
| ---- | ---------------- | ----- | ----------- | ---------------------- | ----- | ----- | ----- | --- | --- | --- | --- | --- | --- | ----- | ---- | ------ |
| 2013 | Rebellion Racing | P1    | Lola B12/60 | Toyota RV8KLM 3.4 L V8 | SEB 3 | LBH 2 | LAG 2 | LRP | MOS | ROA | BAL | COA | VIR | ATL 1 | 2.º  | 82     |

### WeatherTech SportsCar Championship
(Clave) (negrita indica pole position) (cursiva indica vuelta rápida)

| Año  | Equipo           | Clase | Chasis   | Motor                 | 1     | 2     | 3   | 4   | 5   | 6   | 7   | 8   | 9   | 10    | Pos. | Puntos |
| ---- | ---------------- | ----- | -------- | --------------------- | ----- | ----- | --- | --- | --- | --- | --- | --- | --- | ----- | ---- | ------ |
| 2017 | Rebellion Racing | P     | Oreca 07 | Gibson GK428 4.2 L V8 | DAY 8 | SEB 9 | LBH | COA | DET | WGL | MOS | ELK | LGA | PET 8 | 22.º | 68     |

### Porsche Supercup
(Clave) (negrita indica pole position) (cursiva indica vuelta rápida)

| Año  | Equipo     | 1   | 2   | 3   | 4   | 5   | 6      | 7   | 8   | 9   | 10  | Pos. | Puntos |
| ---- | ---------- | --- | --- | --- | --- | --- | ------ | --- | --- | --- | --- | ---- | ------ |
| 2012 | Porsche AG | BHR | BHR | MON | VAL | GBR | GER 10 | HUN | HUN | BEL | ITA | NC‡  | 0‡     |

- ‡ No fue elegible para puntuar.

### V8 Supercars
(Clave) (negrita indica pole position) (cursiva indica vuelta rápida)

| Año  | Equipo          | Automóvil      | 1      | 2      | 3      | 4      | 5      | 6      | 7      | 8      | 9      | 10      | 11      | 12      | 13      | 14      | 15      | 16      | 17      | 18      | 19      | 20    | 21      | 22      | 23          | 24         | 25      | 26      | 27      | 28      | 29      | 30      | 31      | Pos. | Puntos |
| ---- | --------------- | -------------- | ------ | ------ | ------ | ------ | ------ | ------ | ------ | ------ | ------ | ------- | ------- | ------- | ------- | ------- | ------- | ------- | ------- | ------- | ------- | ----- | ------- | ------- | ----------- | ---------- | ------- | ------- | ------- | ------- | ------- | ------- | ------- | ---- | ------ |
| 2012 | Rod Nash Racing | Ford FG Falcon | ADE R1 | ADE R2 | SYM R3 | SYM R4 | HAM R5 | HAM R6 | BAR R7 | BAR R8 | BAR R9 | PHI R10 | PHI R11 | HID R12 | HID R13 | TOW R14 | TOW R15 | QLD R16 | QLD R17 | SMP R18 | SMP R19 | SAN Q | SAN R20 | BAT R21 | SUR R22 Ret | SUR R23 13 | YMC R24 | YMC R25 | YMC R26 | WIN R27 | WIN R28 | SYD R29 | SYD R30 | NC   | 0†     |

- † No fue elegible para puntuar.